# Formula Renault 3.5 Series 2009

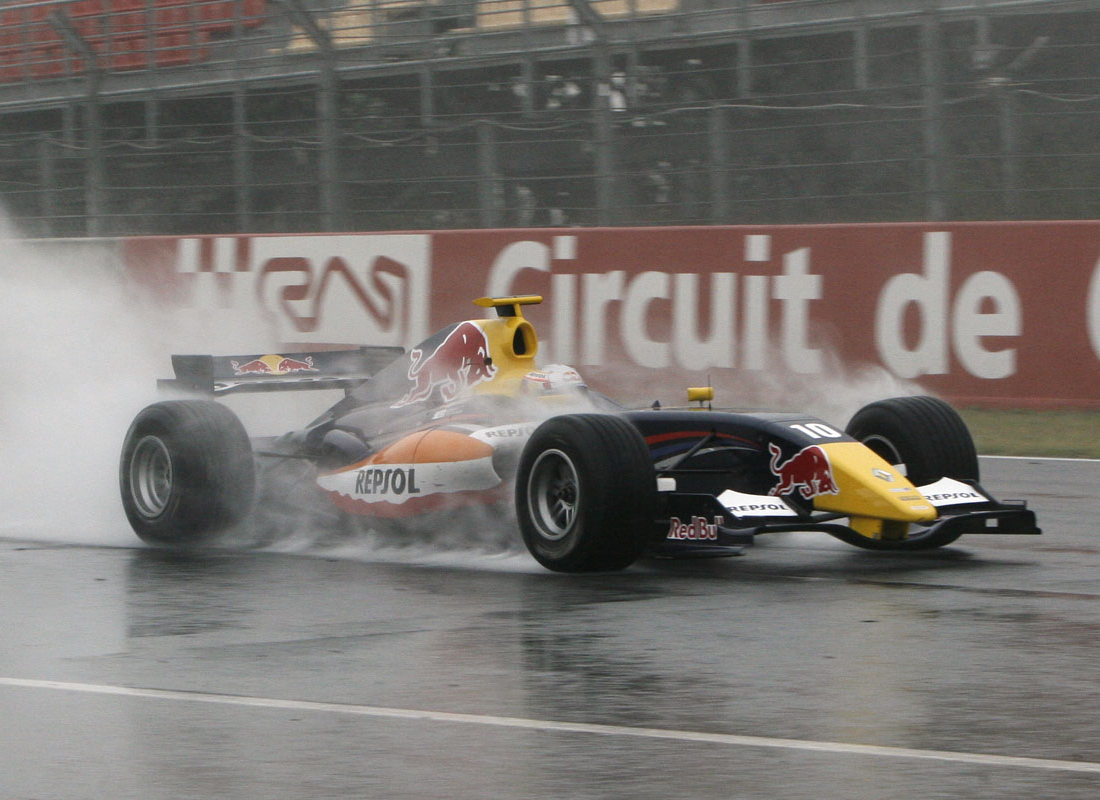
Jaime Alguersuari gick till Toro Rosso i Formel 1 mitt under säsongen och körde där parallellt med Formula Renault 3.5 Series.

Formula Renault 3.5 Series 2009 kördes mellan 18 april och 25 oktober. Bertrand Baguette säkrade titeln efter race 2 på Nürburgring.

## Kalender
| Datum           | Bana              | Segrare Race 1    | Segrare Race 2                  |
| --------------- | ----------------- | ----------------- | ------------------------------- |
| 18-19 april     | Catalunya         | Marcos Martínez   | Marcos Martínez                 |
| 2-3 maj         | Spa-Francorchamps | Marcos Martínez   | James Walker                    |
| 24 maj          | Monaco            | Oliver Turvey     | endast ett race kördes i Monaco |
| 13-14 juni      | Hungaroring       | Fairuz Fauzy      | Pasquale Di Sabatino            |
| 4-5 juli        | Silverstone       | Marcos Martínez   | Charles Pic                     |
| 18-19 juli      | Le Mans           | Bertrand Baguette | Bertrand Baguette               |
| 1 augusti       | Algarve           | Jon Lancaster     | Jaime Alguersuari               |
| 19-20 september | Nürburgring       | Bertrand Baguette | Charles Pic                     |
| 24-25 oktober   | Alcañiz           | Bertrand Baguette | Bertrand Baguette               |

## Team och Förare
| Stall                      | Nummer     | Förare                            | Tävlingshelger |
| -------------------------- | ---------- | --------------------------------- | -------------- |
| Tech 1 Racing              | 1          | Edoardo Mortara, Italien          | 6              |
| Tech 1 Racing              | 1          | Daniel Ricciardo, Australien      | 7              |
| Tech 1 Racing              | 1          | Brendon Hartley, Nya Zeeland      | 1-5, 8-9       |
| Tech 1 Racing              | 2          | Charles Pic, Frankrike            | Alla           |
| Ultimate Signature         | 3          | Greg Mansell, Storbritannien      | 1-7            |
| Ultimate Signature         | 4          | Miquel Molina, Spanien            | 1-7            |
| P1 Motorsport              | 5          | James Walker, Storbritannien      | Alla           |
| P1 Motorsport              | 6          | Daniil Move, Ryssland             | Alla           |
| Prema Powerteam            | 7          | Julián Leal, Colombia             | Alla           |
| Prema Powerteam            | 8          | Frankie Provenzano, Italien       | 1-2            |
| Prema Powerteam            | 8          | Stefano Coletti, Monaco           | 3              |
| Prema Powerteam            | 8          | Filip Salaquarda, Tjeckien        | 4-9            |
| Carlin Motorsport          | 9          | Oliver Turvey, Storbritannien     | Alla           |
| Carlin Motorsport          | 10         | Jaime Alguersuari, Spanien        | Alla           |
| International Draco Racing | 11         | Bertrand Baguette, Belgien        | Alla           |
| International Draco Racing | 12         | Marco Barba, Spanien              | Alla           |
| Interwetten.com Racing     | 15         | Mihai Marinescu, Rumänien         | 1, 3, 6, 8-9   |
| Interwetten.com Racing     | 15         | Tobias Hegewald, Tyskland         | 2              |
| Interwetten.com Racing     | 15         | Michael Herck, Rumänien           | 4-5, 7         |
| Interwetten.com Racing     | 16         | Adrian Zaugg, Sydafrika           | 1-6            |
| Interwetten.com Racing     | 16         | Salvador Durán, Mexiko            | 8-9            |
| Interwetten.com Racing     | Testförare | Franck Perera, Frankrike          |                |
| Interwetten.com Racing     | Testförare | Adriano Buzaid, Brasilien         |                |
| Red Devil Comtec           | 17         | Anton Nebylitskiy, Ryssland       | 1-2            |
| Red Devil Comtec           | 17         | Cristiano Morgado, Sydafrika      | 6              |
| Red Devil Comtec           | 17         | Alberto Valerio, Brasilien        | 7              |
| Red Devil Comtec           | 17         | John Martin, Australien           | 3-5, 8         |
| Red Devil Comtec           | 17         | Greg Mansell, Storbritannien      | 9              |
| Red Devil Comtec           | 18         | Harald Schlegelmilch, Lettland    | 1              |
| Red Devil Comtec           | 18         | Alexandre Marsoin, Frankrike      | 2              |
| Red Devil Comtec           | 18         | Max Chilton, Storbritannien       | 3              |
| Red Devil Comtec           | 18         | Jon Lancaster, Storbritannien     | 4-9            |
| Red Devil Comtec           | Testförare | Riki Christodoulo, Storbritannien |                |
| Mofaz Fortec Motorsport    | 19         | Fairuz Fauzy, Malaysia            | Alla           |
| Mofaz Fortec Motorsport    | 20         | Sten Pentus, Estland              | Alla           |
| Epsilon Euskadi            | 21         | Dani Clos, Spanien                | 6-7            |
| Epsilon Euskadi            | 21         | Adrián Vallés, Spanien            | 1-5            |
| Epsilon Euskadi            | 21         | Keisuke Kunimoto, Japan           | 8-9            |
| Epsilon Euskadi            | 22         | Chris van der Drift, Nya Zeeland  | Alla           |
| Pons Racing                | 23         | Marcos Martínez, Spanien          | Alla           |
| Pons Racing                | 24         | Federico Leo, Italien             | Alla           |
| SG Formula                 | 25         | Anton Nebylitskiy, Ryssland       | 3-9            |
| SG Formula                 | 26         | Jules Bianchi, Frankrike          | 3              |
| SG Formula                 | 26         | Edoardo Mortara, Italien          | 4              |
| SG Formula                 | 26         | Guillaume Moreau, Frankrike       | 5-9            |
| RC Motorsport              | 27         | Filip Salaquarda, Tjeckien        | 3              |
| RC Motorsport              | 27         | Mihai Marinescu, Rumänien         | 4              |
| RC Motorsport              | 27         | Esteban Guerrieri, Argentina      | 9              |
| RC Motorsport              | 28         | Pasquale Di Sabatino, Italien     | 1-8            |
| RC Motorsport              | 28         | Bruno Méndez, Spanien             | 9              |

## Slutställning

### Förare
| Plats | Förare               | Poäng |
| ----- | -------------------- | ----- |
| 1     | Bertrand Baguette    | 155   |
| 2     | Fairuz Fauzy         | 98    |
| 3     | Charles Pic          | 94    |
| 4     | Oliver Turvey        | 93    |
| 5     | James Walker         | 89    |
| 6     | Jaime Alguersuari    | 88    |
| 7     | Marcos Martínez      | 73    |
| 8     | Miguel Molina        | 64    |
| 9     | Marco Barba          | 50    |
| 10    | Daniil Move          | 49    |
| 11    | Chris van der Drift  | 41    |
| 12    | Pasquale Di Sabatino | 39    |
| 13    | Jon Lancaster        | 39    |
| 14    | Adrian Zaugg         | 27    |
| 15    | Brendon Hartley      | 26    |
| 16    | Sten Pentus          | 23    |
| 17    | Adrián Vallés        | 19    |
| 18    | Guillaume Moreau     | 18    |
| 19    | Esteban Guerrieri    | 15    |
| 20    | Julián Leal          | 11    |
| 21    | Federico Leo         | 8     |
| 22    | John Martin          | 8     |
| 23    | Michael Herck        | 7     |
| 24    | Edoardo Mortara      | 6     |
| 25    | Dani Clos            | 5     |
| 26    | Greg Mansell         | 4     |
| 27    | Filip Salaquarda     | 1     |
| 28    | Stefano Coletti      | 1     |
| 29    | Anton Nebylitskiy    | 1     |
| -     | Mihai Marinescu      | 0     |
| -     | Frankie Provenzano   | 0     |
| -     | Keisuke Kunimoto     | 0     |
| -     | Tobias Hegewald      | 0     |
| -     | Daniel Ricciardo     | 0     |
| -     | Salvador Durán       | 0     |
| -     | Alberto Valerio      | 0     |
| -     | Harald Schlegelmilch | 0     |
| -     | Cristiano Morgado    | 0     |
| -     | Bruno Méndez         | 0     |
| -     | Max Chilton          | 0     |
| -     | Alexandre Marsoin    | 0     |
| -     | Jules Bianchi        | 0     |

### Team
| Plats | Team                       | Poäng |
| ----- | -------------------------- | ----- |
| 1     | International Draco Racing | 205   |
| 2     | Carlin Motorsport          | 181   |
| 3     | P1 Motorsport              | 138   |
| 4     | Tech 1 Racing              | 126   |
| 5     | Morfaz Fortec Motorsport   | 121   |
| 6     | Pons Racing                | 81    |
| 7     | Ultimate Signature         | 67    |
| 8     | Epsilon Euskadi            | 65    |
| 9     | RC Motorsport              | 54    |
| 10    | Red Devil Comtec           | 48    |
| 11    | Interwetten.com Racing     | 34    |
| 12    | KMP Group/SG Formula       | 19    |
| 13    | Prema Powerteam            | 13    |